# Alice on the Roof
Alice on the Roof is de artiestennaam van Alice Dutoit (Bergen, 23 januari 1995). Ze is een Belgische popartieste die in 2015 haar debuut maakte met het album Higher. Hoewel ze Franstalig is, zingt ze in het Engels.

## Biografie
Alice Dutoit is afkomstig van het Henegouwse Sirault. Dankzij een uitwisselingsproject van Rotary International studeerde ze in 2013 een jaar in het Amerikaanse Oregon. In 2014 brak ze in Franstalig België door in de derde editie van The Voice Belgique. Ze bereikte de halve finale van de talentenjacht.
In april 2015 bracht ze onder de artiestennaam Alice on the Roof – wat de letterlijke Engelse vertaling van haar echte naam is – de single "Easy come easy go" uit. Ze was de eerste artieste van het platenlabel Label et Labet van Marc Pinilla (Suarez), een van de coaches tijdens The Voice. Het nummer bereikte de eerste plaats in de Waalse Ultratop.

### Higher
Op 22 januari 2016 werd haar debuutalbum Higher, met onder meer de singles "Easy Come Easy Go" en "Lucky You", uitgebracht. Het album bereikte de eerste plaats in de Waalse Ultraptop en de zeventiende plaats in de Vlaamse Ultratop. Het werd in april 2016 bekroond met een gouden plaat. Ze mocht de gouden plaat in ontvangst nemen tijdens een aflevering van The Voice Belgique.
In 2016 werd Alice on the Roof ook opgenomen in de programmatie van de Vlaamse muziekfestivals Rock Werchter, Suikerrock en de Lokerse Feesten.
In 2019 zong ze samen met Tourist LeMC het nummer Oprechte leugens in.

## Discografie

### Albums
| Album met hitnotering(en) in de Vlaamse Ultratop 200 albums | Datum van verschijnen | Datum van binnenkomst | Hoogste positie | Aantal weken | Opmerkingen |
| ----------------------------------------------------------- | --------------------- | --------------------- | --------------- | ------------ | ----------- |
| Higher                                                      | 22-01-2016            | 30-01-2016            | 17(1wk)         | 14           | Goud        |

### Singles
| Single met hitnotering(en) in de Vlaamse Ultratop 50 | Datum van verschijnen | Datum van binnenkomst | Hoogste positie | Aantal weken | Opmerkingen |
| ---------------------------------------------------- | --------------------- | --------------------- | --------------- | ------------ | ----------- |
| "Easy Come Easy Go"                                  | 30-03-2015            | 09-05-2015            | tip38           | –            | Goud        |
| "Mystery Light"                                      | 05-10-2015            | 10-10-2015            | tip35           | –            |             |
| "Lucky You"                                          | 08-01-2016            | 08-01-2016            | tip6            | –            |             |

## Filmografie
- 2023: Le Syndrome des amours passées - als Ana